# Ashland, Illinois
Ashland là một làng thuộc quận Cass, tiểu bang Illinois, Hoa Kỳ. Năm 2010, dân số của làng này là 1333 người.

## Dân số
Dân số qua các năm:
- Năm 2000: 1361 người.
- Năm 2010: 1333 người.